# ساختمان هلال احمر
ساختمان هلال احمر مربوط به دوره قاجار است و در خرمشهر، مابین خیابان فردوسی وجاده ساحلی خرمشهر واقع شده و این اثر در تاریخ ۱۶ آبان ۱۳۷۹ با شمارهٔ ثبت ۲۸۴۵ به‌عنوان یکی از آثار ملی ایران به ثبت رسیده است.